# فرنسيسكو غارسيا ساليناس
فرنسيسكو غارسيا ساليناس (بالإسبانية: Francisco García Salinas)‏ هو سياسي مكسيكي، ولد في 20 نوفمبر 1786، وتوفي في 2 ديسمبر 1841 في المكسيك.